# Rodney R. Porter

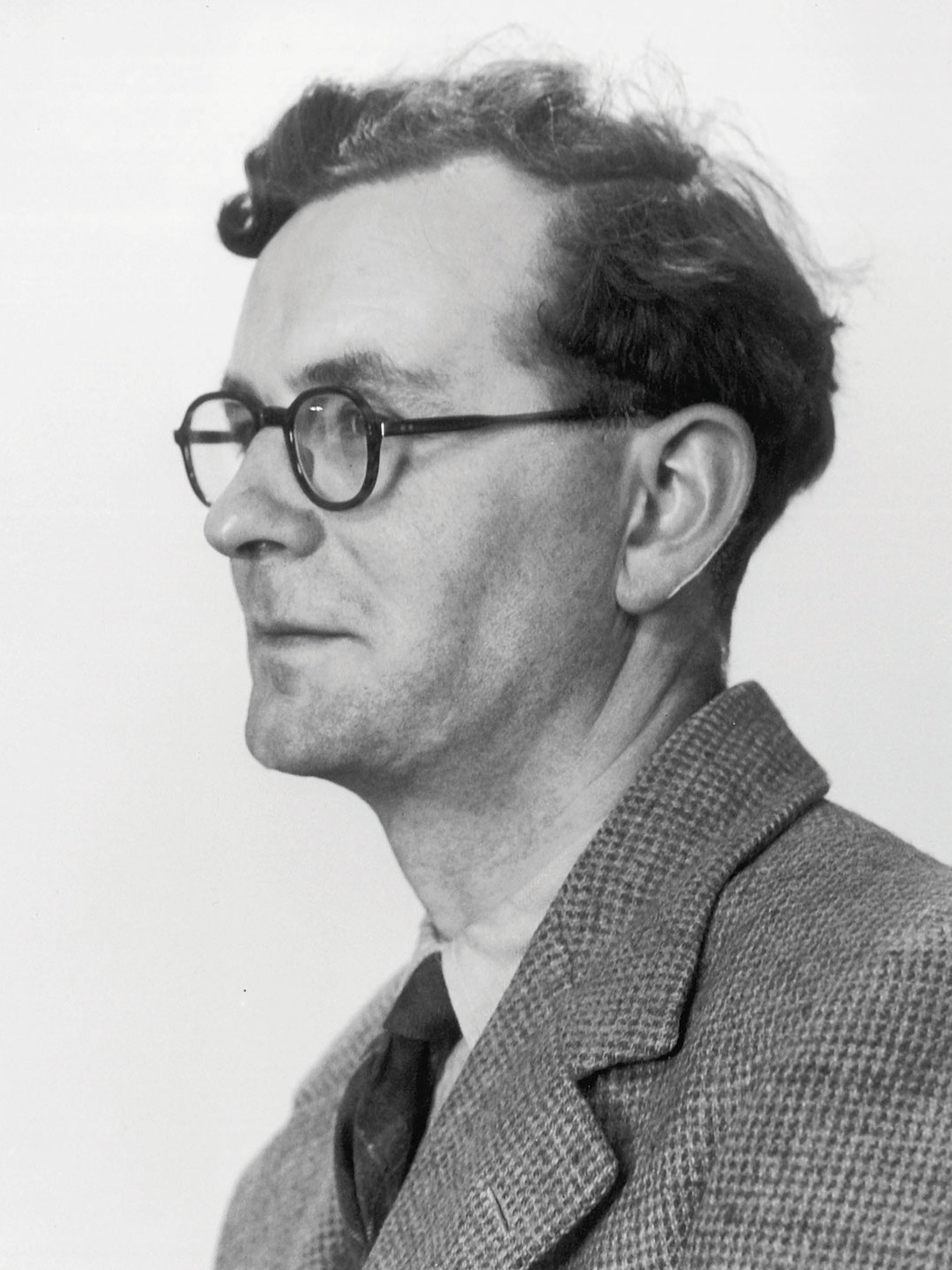
Rodney Robert Parker (1965)

Rodney Robert Porter (* 8. Oktober 1917 in Newton-le-Willows, Lancashire, England; † 7. September 1985 in Winchester, Hampshire, England) war ein britischer Biochemiker, Fellow of the Royal Society (FRS) und Nobelpreisträger für die chemische Strukturaufklärung der Antikörper.

## Biografie
Rodney R. Porter studierte an der University of Liverpool Biochemie und schloss 1939 mit dem Bachelor of Science ab. 1948 wurde ihm an der University of Cambridge der Doktortitel verliehen. Sein Doktorvater war der zweifache Nobelpreisträger Frederick Sanger.
Porter arbeitete 1949 bis 1960 am National Institute for Medical Research in Mill Hill, bevor er als Professor für Immunologie an die St. Mary’s Hospital Medical School in London ging.
1967 wurde er Whitley Professor für Biochemie an der University of Oxford. 1972 erhielt er zusammen mit Gerald M. Edelman den Nobelpreis für Physiologie oder Medizin „für ihre Entdeckungen betreffend der chemischen Struktur der Antikörper“.
Weitere Auszeichnungen waren 1966 der Gairdner Foundation International Award und nach der Wahl zum Mitglied („Fellow“) der Royal Society im Jahr 1964, die Royal Medal (1973) und Copley-Medaille (1983). Zudem war er Mitglied der American Academy of Arts and Sciences (seit 1968), der National Academy of Sciences (seit 1972) und der Royal Society of Edinburgh (seit 1976).
Porter starb 1985 bei einem Autounfall bei Winchester. Mit seiner Frau bekam Porter fünf Kinder.

## Forschung

Die vier Polypeptidketten bilden einen Antikörper. In Rot sind die Disulfidbrückenbindungen zwischen den Fragmenten gekennzeichnet.

Obwohl bereits bekannt war, dass Antikörper aus Proteinen bestehen, gab es keine Kenntnisse über die genaue Struktur. So ging Porter ursprünglich davon aus, dass Antikörper aus einer einzigen Peptidkette bestehen.
In den Jahren 1958 und 1959 zeigte sich, dass das Enzym Papain die Antikörper eines Kaninchens in drei Teile schneiden konnte. Einer der drei Teile kristallisiert, was Porter zunächst auf ein Artefakt zurückführte. Etwa zur selben Zeit fand Gerald Edelman heraus, dass bei menschlichen Antikörpern mehrere Peptidketten durch Disulfidbrücken miteinander verknüpft sind.
Nach dieser Entdeckung nutzte Porter die bereits bekannte Reduktion der Disulfidbrückenbindungen und erhielt vier Antikörper-Fragmente, von denen zwei jeweils etwa 20.000 u und die anderen beiden je 50000 u wogen. Nach weiteren Analysen postulierte Porter die chemische Struktur der Antikörper.

## Weiterführende Literatur
- Robert A. Kyle, Marc A. Shampo: R.R. Porter—the 4-chain structure of immunoglobulin G. In: Mayo Clin. Proc. 75. Jahrgang, Nr. 11, November 2000, S. 1110, PMID 11075737 (englisch).
- Proceedings of the International Symposium on "The role and significance of international cooperation in the biomedical sciences." Dedicated to the memory of Dr. Rodney R. Porter. Washington, D.C., September 21–23, 1983. In: Perspect. Biol. Med. 29. Jahrgang, 3 Pt 2, 1986, S. S1–229, PMID 3523420 (englisch).
- Parker A. Small: Rod Porter: his gifts to a young scientist. In: Biosci. Rep. 5. Jahrgang, Nr. 10–11, 1985, S. 969–71, doi:10.1007/BF01119909, PMID 3913473 (englisch).
- Charles A. Pasternak: Rodney Robert Porter. In: Biosci. Rep. 5. Jahrgang, Nr. 10–11, 1985, S. 809–13, doi:10.1007/BF01119892, PMID 3913470 (englisch).
- Charles A. Pasternak: Special issue in memory of Rodney Porter. In: Biosci. Rep. 5. Jahrgang, Nr. 10–11, 1985, S. 809–1014, PMID 3913469 (englisch).
- Gisela Baumgart: Porter, Rodney Robert. In: Werner E. Gerabek, Bernhard D. Haage, Gundolf Keil, Wolfgang Wegner (Hrsg.): Enzyklopädie Medizingeschichte. De Gruyter, Berlin / New York 2005, ISBN 3-11-015714-4, S. 1176 f.

| Personendaten    | Personendaten                              |
| ---------------- | ------------------------------------------ |
| NAME             | Porter, Rodney R.                          |
| ALTERNATIVNAMEN  | Porter, Rodney Robert (vollständiger Name) |
| KURZBESCHREIBUNG | britischer Biochemiker                     |
| GEBURTSDATUM     | 8. Oktober 1917                            |
| GEBURTSORT       | Newton-le-Willows, Lancashire, England     |
| STERBEDATUM      | 7. September 1985                          |
| STERBEORT        | Winchester, Hampshire, England             |